# Seznam rybníků v okrese Havlíčkův Brod
Seznam rybníků v okrese Havlíčkův Brod zahrnuje rybníky, které se nalézají v okrese Havlíčkův Brod. Jsou zde zařazeny vodní plochy, jejichž rozloha přesahuje 5 hektarů či jsou tato vodní díla něčím významná (např. jsou vyhlášena jako chráněné území).

## Seznam
| Vodní plocha                 | Obrázek | Rozloha (ha) | Vodní tok       | Obec                 | GPS                              | Poznámky |
| ---------------------------- | ------- | ------------ | --------------- | -------------------- | -------------------------------- | -------- |
| Řeka                         |         | 43           | Doubrava        | Krucemburk           | 49°40′24″ s. š., 15°50′55″ v. d. |          |
| Jiříkovský rybník            |         | 25           | Sázavka         | Kámen                | 49°44′6″ s. š., 15°32′8″ v. d.   |          |
| Stavenov                     |         | 18           | Doubrava        | Nová Ves u Chotěboře | 49°45′10″ s. š., 15°40′31″ v. d. |          |
| Kamenná trouba               |         | 21,7         | Pstružný potok  | Lipnice nad Sázavou  | 49°36′28″ s. š., 15°23′8″ v. d.  |          |
| Skorkovský rybník            |         | 18           | bezejmenný      | Skorkov              | 49°30′51″ s. š., 15°27′56″ v. d. |          |
| Jezuitský rybník             |         | 15           | Hostačovka      | Golčův Jeníkov       | 49°49′59″ s. š., 15°30′47″ v. d. |          |
| Kachlička                    |         | 18           | Perlový potok   | Herálec              | 49°33′1″ s. š., 15°25′46″ v. d.  |          |
| Haberský rybník              |         | 12,77        | Sázavka         | Habry                | 49°45′14″ s. š., 15°29′17″ v. d. |          |
| Kunický rybník               |         | 10,32        | Leština         | Leština u Světlé     | 49°46′18″ s. š., 15°22′49″ v. d. |          |
| Ranský rybník                |         | 10           | Doubrava        | Krucemburk           | 49°40′53″ s. š., 15°50′8″ v. d.  |          |
| Doubravník                   |         | 9,5          | Doubrava        | Krucemburk           | 49°39′ s. š., 15°50′59″ v. d.    |          |
| Zdislavický rybník           |         | 7,42         | Perlový potok   | Herálec              | 49°32′47″ s. š., 15°25′15″ v. d. |          |
| Pobočný rybník               |         | 6,9          | Ranský potok    | Krucemburk           | 49°41′6″ s. š., 15°48′59″ v. d.  |          |
| Nový štocký rybník           |         | 6,21         | Mlýnský potok   | Štoky                | 49°29′25″ s. š., 15°36′52″ v. d. |          |
| Lhotka                       |         | 5,9          | Cerhovka        | Bezděkov             | 49°43′39″ s. š., 15°44′44″ v. d. |          |
| Rozsochatecký zámecký rybník |         | 5,67         | Břevnický potok | Rozsochatec          | 49°40′29″ s. š., 15°38′6″ v. d.  |          |
| Žabinec                      |         | 5,5          | Žabinec         | Havlíčkův Brod       | 49°35′35″ s. š., 15°34′21″ v. d. |          |
| Boňkovský rybník             |         | 5,03         | Boňkovský potok | Herálec              | 49°32′23″ s. š., 15°27′ v. d.    |          |